# George Poyser
George Henry Poyser (né le 6 février 1910 à Stanton Hill dans le Nottinghamshire et mort le 30 janvier 1995 à Skegby) est un joueur et entraîneur de football anglais.
En tant que défenseur, il a connu une longue activité de joueur, la fin de sa carrière étant interrompu par la Seconde Guerre mondiale. Il a joué pour Wolverhampton Wanderers, Stourbridge (en), Mansfield Town, Port Vale, Brentford et Plymouth Argyle. Il a aidé Brentford à gagner le titre de Second Division en 1934–1935.
Il devient entraîneur et manager après la guerre pour Dover FC (en), Notts County et Manchester City. Il mène notamment Notts County en quart de finale de la Coupe d'Angleterre de football bien qu'il fût plus recruteur que manager.

## Biographie

### Carrière de joueur
George Poyser joue comme défenseur en tant que solide arrière gauche. Joueur de Teversal Colliery, il fait un essai raté pour Mansfield Town avant d'être transféré à Stanton Hill Victoria. Il joue pour Wolverhampton Wanderers et Stourbridge (en) avant de signer pour Mansfield Town. Il fit partie de l'équipe de Mansfield pour de la montée en football League en 1931.
En mai 1933, il rejoint Port Vale en Second Division. Il débute le 2 janvier 1932 par une victoire deux à zéro contre Plymouth Argyle au Old Recreation Ground (en). Cependant il ne joue que six matchs pour les "Valiants" lors de la saison 1931–32 (en). Il joue 28 fois en 1932–33 (en) avant de s'imposer dans l'équipe première avec 39 parties jouées en 1933–34 (en).
En juin 1934 il est transféré à Brentford pour 1 550 livres, une somme record pour ce club. Lors de cette première saison à Brentford, le club gagne le championnat de deuxième division. Ils finissent cinquième de la First Division en 1935–36, sixième en 1936–37 et 1937–38 puis dix-huitième en 1938–39. Il reste à Griffin Park pour une décennie avec plus de 150 parties jouées. Comme beaucoup de joueurs de cette époque, la Seconde Guerre mondiale raccourcit sa carrière mais il jouera encore des matchs amicaux pour Brentford pendant la guerre.
Quand les compétitions de football reprennent, George Poyser, âgé alors de 36 ans joue trois matchs en Second Division pour Plymouth Argyle après avoir été transféré pour 3 500 livres,. Il quitte Home Park à la fin de la saison 1946–47.

### Carrière d'entraîneur
George Poyser entraîne d'abord Dover (en). Il retourne ensuite dans ses anciens clubs professionnels comme assistant-entraîneur à Brentford puis entraîneur à Wolverhampton Wanderers.
Sa carrière d'entraîneur connait plus de reconnaissance à Notts County qu'il dirige de 1953 à 1957, en atteignant les quarts de finale de la Coupe d'Angleterre de football en 1955. L’ailier Gordon Wills (en) considère George Poyser comme le meilleur manager pour lequel il ajoué. Les "Magpies" luttent en bas de classement de la Second Division pendant les quatre saisons de Poyser mais atteignent néanmoins la septième place lors du 1954–55 season.
En 1957 George Poyser rejoint Manchester City comme l'assistant de Les McDowall, pour sa réputation de talentueux recruteur. Manchester City est relégué en Second Division en 1963 et McDowall quitte le club. Le 12 juillet 1963, Poyser est nommé entraîneur pour le remplacer. Il recrute Derek Kevan, Jimmy Murray (en) et Johnny Crossan et promeut des joueurs formés au club Alan Oakes et Glyn Pardoe (en) – deux joueurs qui feront une longue carrière dans le club. Lors de sa première saison, le club atteint les demi-finales de la Coupe de la ligue et rate la remontée en finissant sixième. La deuxième saison est décevante au point qu'en janvier 1965 le club atteint sa plus faible assistance avec 8015 spectateurs contre Swindon Town. George Poyser lui-même était absent du stade pour une mission d'observation. George Poyser est renvoyé à Pâques et le club finit onzième soit le plus mauvais classement jamais atteint en Second Division.